# Cheval en Corée du Sud
Le cheval en Corée du Sud (coréen : 말 / mal) est représenté par de rares poneys du type d'Asie du Sud-Est, le Cheju et le Taejung, ainsi que par le Pur-sang et une race de chevaux course croisée et développée localement, le Halla, de loin le plus nombreux.
La Corée du Sud a abandonné les usages militaires et agricoles traditionnels des chevaux. L'industrie du sport hippique s'y est développée, proposant des courses et des paris sportifs sur celles-ci. L'hippophagie est une pratique alimentaire habituelle pour une partie importante de la population sud-coréenne. Culturellement, le cheval blanc céleste est un animal mythologique fondateur du royaume de Silla invoqué dans le cadre de l'identité nationale. Les croyances relatives au signe du cheval sont toujours présentes à travers l'astrologie chinoise.

## Histoire
L'utilisation première du cheval sur le territoire sud-coréen fut le transport bâté ou monté.
Le royaume de Goryeo, qui inclut les actuelles Corées du Nord et du Sud, fut régulièrement confronté à l'utilisation militaire du cheval lors de ses affrontements contre des cavaliers nomades, en particulier lors de l'invasion mongole de 1218.
Il intègre dès lors le cheval à ses propres unités militaires, en pratique l'élevage à cette fin sur l'île de Jeju, et développe en parallèle la poste aux chevaux, au contact des Mongols.
Les archives du Seungjeongwon ilgi (Journaux du Secrétariat royal) et du Joseon wangjo silrok (Annales de la dynastie Joseon) durant la période Joseon (1392-1910) enregistrent de nombreuses blessures causées par des accidents équestres, presque chaque année entre 1625 et 1872.
En 1961, Chris J. Mortensen indique sur la base des données de la FAO la présence d'un cheptel de 21 379 têtes. Au début du XXIe siècle, la population chevaline connaît une croissance graduelle. En 2007, les statistiques officielles du ministère de l'agriculture sud-coréen dénombrent 23 000 chevaux, parmi lesquels 8 000 sont des Pur-sang de course, et 15 000 appartiennent aux races Cheju et Cheju de course / Halla.
Fin 2016 éclate le scandale Choi Soon-sil, une affaire de corruption des responsables politiques sud-coréens, dans le cadre de laquelle Lee Jae-yong, héritier de Samsung Electronics, a déboursé 3,65 milliards de wons pour financer des chevaux de sport et des équipements d’équitation à la fille de Choi Soon-sil.

## Pratiques et usages

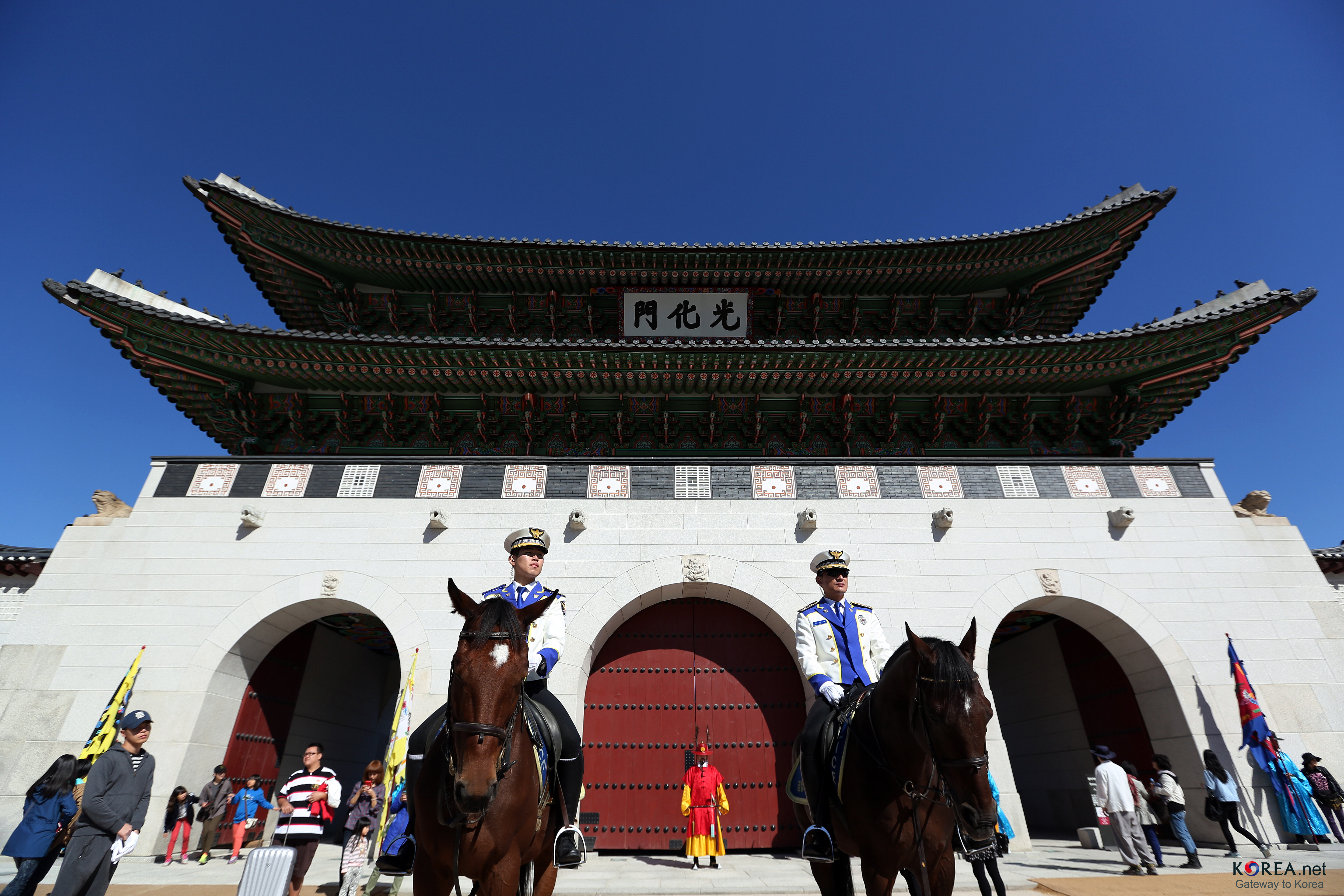
Police montée sud-coréenne lors d'une mission d'information et de renseignement touristique.

Le pays se trouve dans une phase de transition entre les usages militaires et agricoles traditionnels des chevaux, qui ont complètement disparu, et le développement de l'équitation de loisir.
Il existe un usage de certaines parties du corps du cheval dans la médecine traditionnelle, des crèmes et des huiles étant produites pour une utilisation cosmétique.

### Sport et paris hippiques

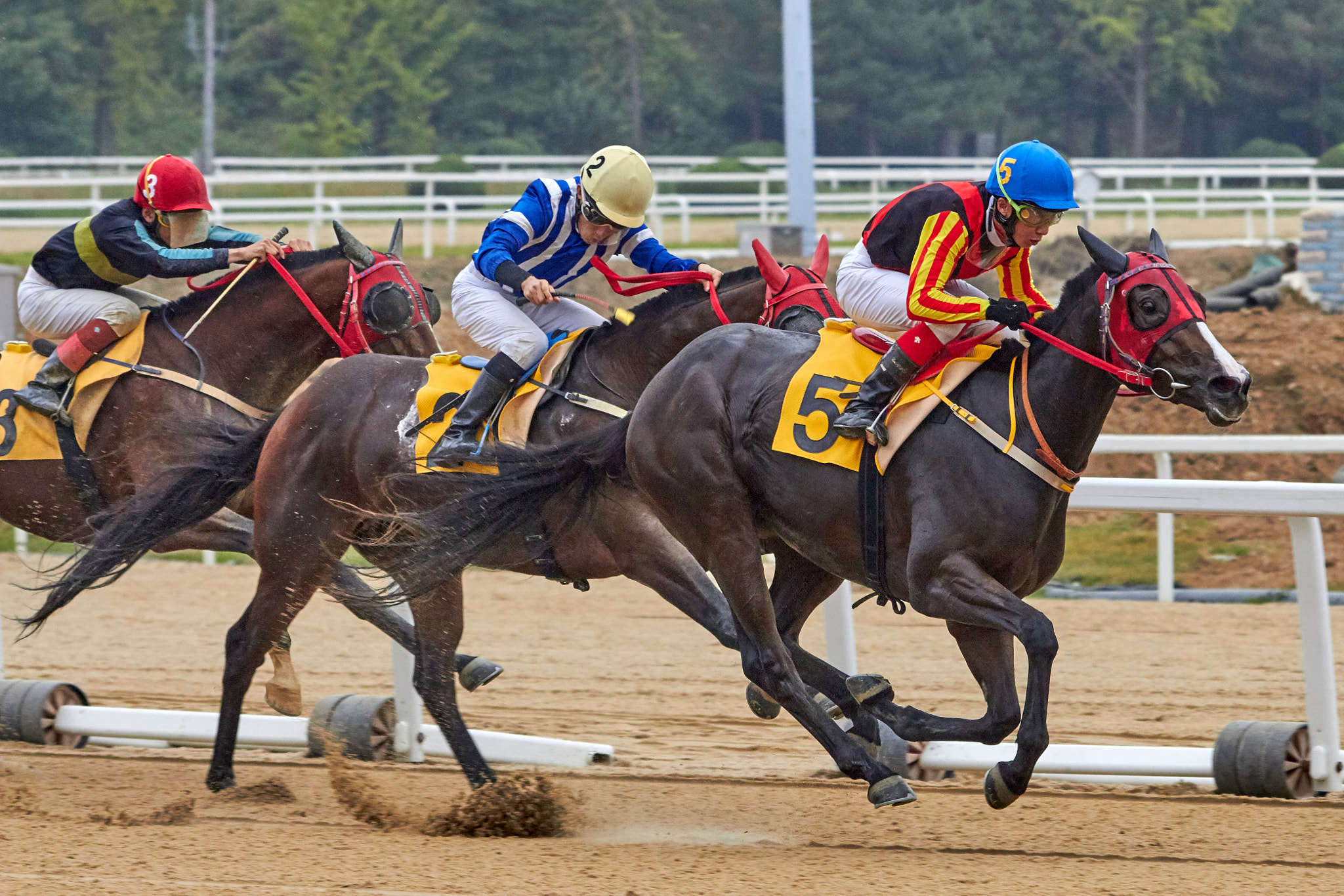
Course de Pur-sang au galop, en Corée du Sud.

Le sport hippique fait l'objet de compétitions. Les paris hippiques sont disponibles pour la population sud-coréenne, des passionnés de courses hippiques s'y adonnant régulièrement. Bien que les paris hippiques soient beaucoup moins fréquemment pratiqués que la participation à des loteries ou d'autres formes de paris, les statistiques qui en sont tirées permettent de conclure que les problèmes psychiatriques et sociaux relatifs aux paris sur des chevaux existent, mais que leur fréquence est plus rare par comparaison à d'autres pays autorisant ce type de paris.

### Hippophagie
La Corée du Sud est un pays hippophage. Cette consommation s'est vraisemblablement implantée au contact des Mongols, qui avaient pour habitude d'abattre les chevaux trop âgés pour leur usage et de récupérer leur viande. D'après un sondage commandé par l'autorité coréenne chargée des courses de chevaux en 2017, 65 % des répondants approuvent l'hippophagie, ce qui constitue un taux beaucoup plus élevé que dans d'autres pays considérés comme traditionnellement hippophages, notamment la France, la Belgique et l'Italie.
Cette consommation est tout particulièrement présente sur l'île de Jeju, dont l'une des spécialités culinaires est la viande de cheval hachée et crue,. Quasiment tous les chevaux élevés sur Jeju ont pour destinée finale la consommation. La viande des chevaux de course sud-coréens a fait l'objet d'une enquête de l'association de protection animale PETA, qui a conclu que cette viande collectée dans les abattoirs locaux est ensuite servie dans divers restaurants sud-coréens.

## Élevage

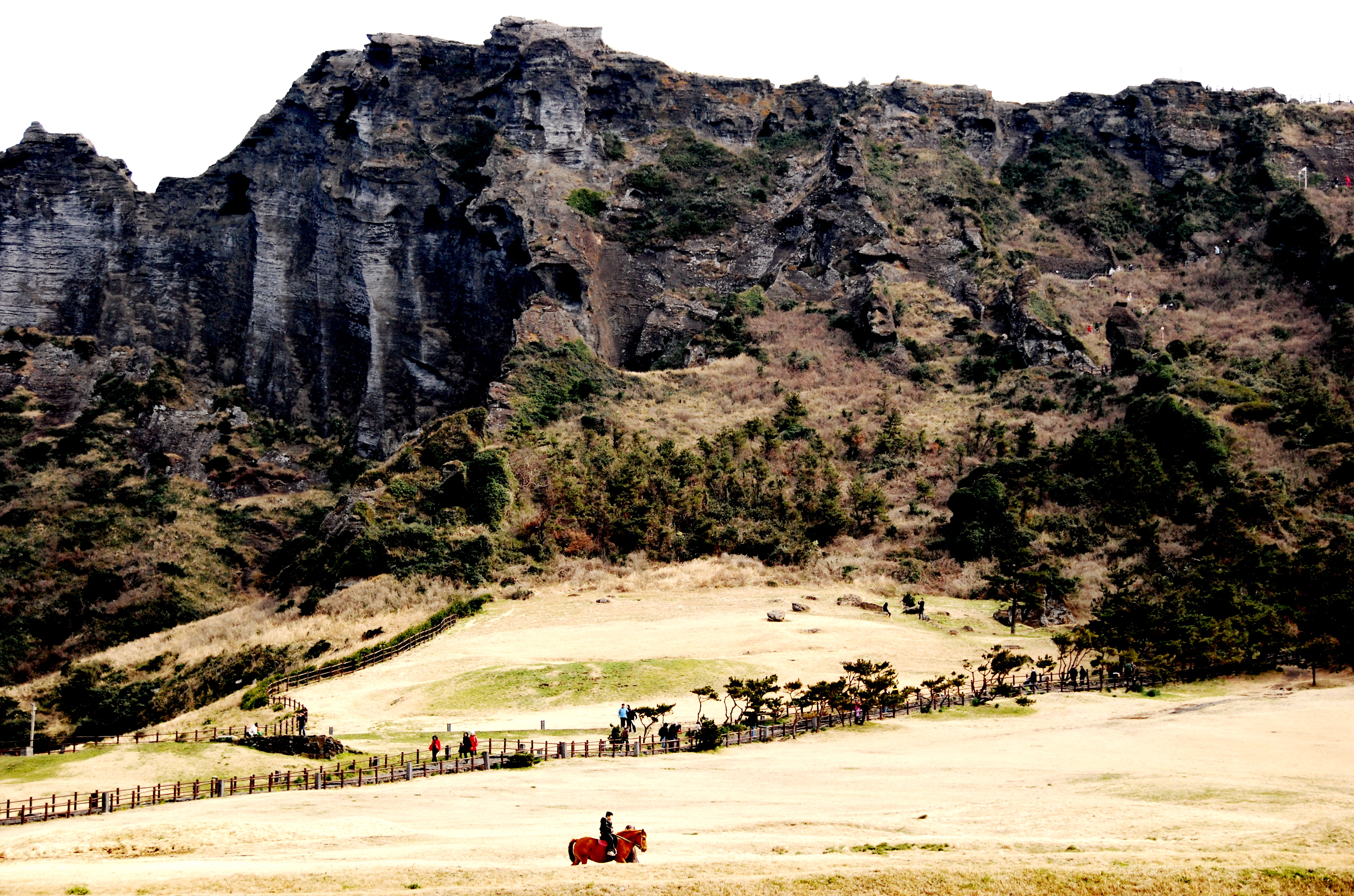
Équitation touristique et de loisir sur l'île de Jeju.

Dans le guide Delachaux, les effectifs chevalins totaux de la Corée du Sud sont estimés à 27 000 ou 28 000 têtes en 2013, la grande majorité de ces chevaux se trouvant sur l'île de Jeju. Les données citées par Chris J. Mortensen sont de 29 000 têtes en 2014.

### Races élevées
La base de données DAD-IS cite deux races de chevaux élevées en Corée du Sud : le Cheju et le Pur-sang. Le Pur-sang a été importé pour les courses de galop. La mortalité embryonnaire chez les poulinières Pur-sang a été étudiée en 2007, afin de la réduire.
Le Cheju est une race locale menacée, appartenant au groupe des poneys d'Asie du Sud-Est, au moins partiellement d'origine mongole. CAB International signale l'existence d'une autre race de poneys sud-coréens appartenant à ce groupe, le Taejung.
Le Halla est issu de croisements entre le Cheju et des Pur-sangs,. Employé pour des courses de chevaux, il est aussi la race la plus communément rencontrée en Corée du Sud, avec environ 16 000 têtes.
La parenté entre le Pur-sang et les races de chevaux sud-coréenne locale a fait l'objet d'une étude en 2012. Le Halla, ou Cheju croisé, est génétiquement plus proche du Pur-sang que du Cheju.

### Maladies et parasitisme
Les chevaux de Corée du Sud peuvent être infectés par Coxiella burnetii et d'autres bactéries de type Coxiella. Les chevaux de l'île de Jeju sont parasités à rare fréquence par Toxoplasma gondii, l'isolement de leur biotope offrant une protection contre des parasitages et épidémies d'origine extérieure. Il existe une sérosurveillance chez le Pur-sang afin de détecter l'encéphalite japonaise, le virus Akabane, et le virus Aino.
La métrite équine contagieuse a été réintroduite chez le Pur-sang dans les années 2010, ce qui a donné lieu à la première isolation du virus Taylorella equigenitalis sur le continent asiatique en 2016. Ce virus hautement contagieux fait l'objet de surveillances pour limiter sa propagation, qui nuit à l'économie du sport hippique.
Les maladies et traumatismes du sabot ont fait l'objet d'une étude systématique sur des chevaux de course et de selle sud-coréens de 2017 à 2018, devant servir de base pour améliorer les soins vétérinaires apportés.

## Culture

### Cheval blanc céleste

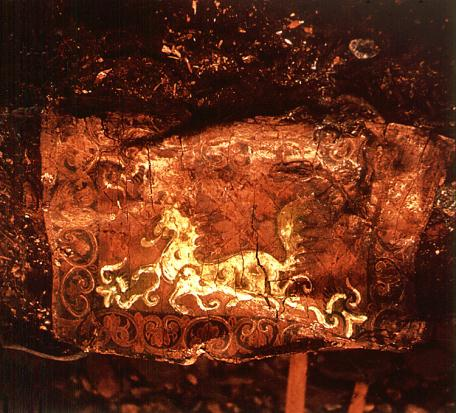
Panneau de bouleau au cheval céleste, royaume de Silla. Trésor national 207 de Corée du Sud, exposé au musée national de Corée à Séoul.

La figure du cheval apparaît dans la mythologie coréenne. Cependant, dans le cadre de l'affirmation d'une identité nationale, ces chevaux de la mythologie coréenne sont cités d'une manière exclusive dans chacune des deux Corées, l'appel à Chollima étant exclusif à la Corée du Nord, et le cheval blanc céleste à la Corée du Sud.
La légende fondatrice de Silla fait intervenir un cheval blanc céleste. Quand le peuple recueille les prières du roi, un cheval émerge d'un éclair en portant un œuf brillant. L'animal merveilleux retourne dans les cieux, puis l'œuf s'ouvre et Pak Hyeokgeose, premier roi de Silla, en sort,. La tombe du Cheval céleste, un tumulus de Gyeongju daté du Ve siècle ou du VIe siècle, a révélé un panneau de bouleau peint d'un cheval volant à huit jambes, seul objet d'art survivant daté de l'époque du Royaume de Silla.

### Astrologie chinoise
Les habitants de la Corée du Sud, comme dans d'autres pays de cet espace géographique, accordent une grande importance à l'astrologie chinoise, le caractère d'une personne y étant déterminé par l'animal associé à son année de naissance. En particulier, l'année du cheval est associée à des croyances défavorisant les naissances des filles. Une étude démographique et statistique montre qu'à chaque année du cheval, le sexe-ratio des naissances féminines diminue, de même que les taux de fertilité enregistrés pour la population sud-coréenne.